# Guarnicionero

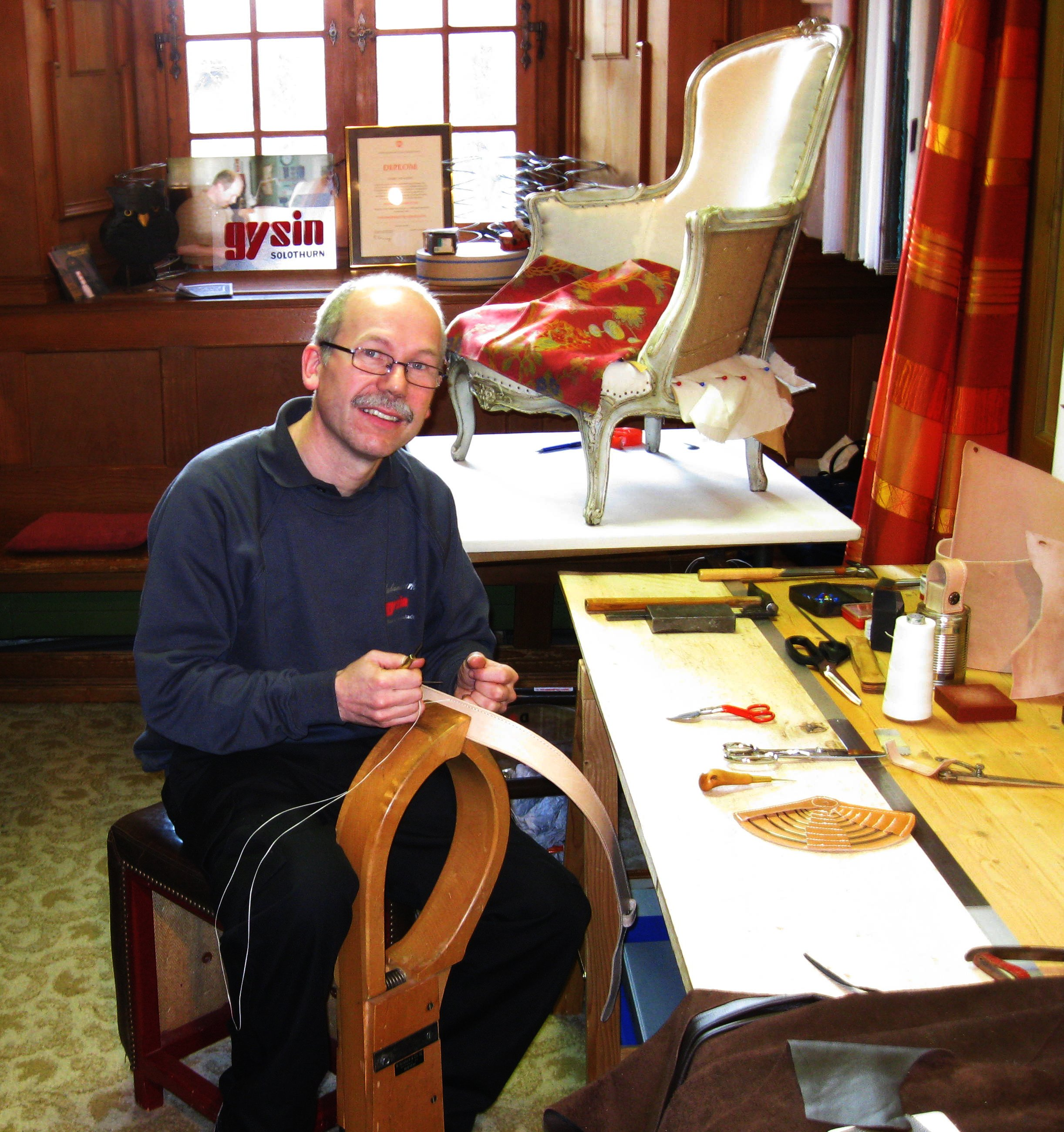
Guarnicionero trabajando en su taller

Un guarnicionero o talabartero es un artesano que trabaja la guarnicionería, es decir que realiza arneses y aparejos para caballos, mulas, etc. 
En el gremio de guarnicioneros había tres oficios que sacaban tres oficios o despachos diferentes para ejercitarlos: 
- el primero hacía guarniciones, correones, cruceras, lonjas y bolanderas
- el segundo, sillas y albardones para mulas y caballos
- el tercero era el oficio de maletero que hacía maletas y maletones, cotillas de baqueta para poner a andar a los niños, cintos para la gente de campo, etc.

Algunos de los términos usados por los guarnicioneros son borrenas, contraborrenas, fustes delanteros y traseros, perilla o cabezuela, sobrelomos y redondela.